# Marcos Pasquim
Marcos Pasquim, de son vrai nom Marcos Fábio de Prudente, est né à São Paulo le 14 juin 1969. C'est un acteur de télévision, de cinéma et de théâtre brésilien dont la carrière a commencé en 1992.